# Trotternish

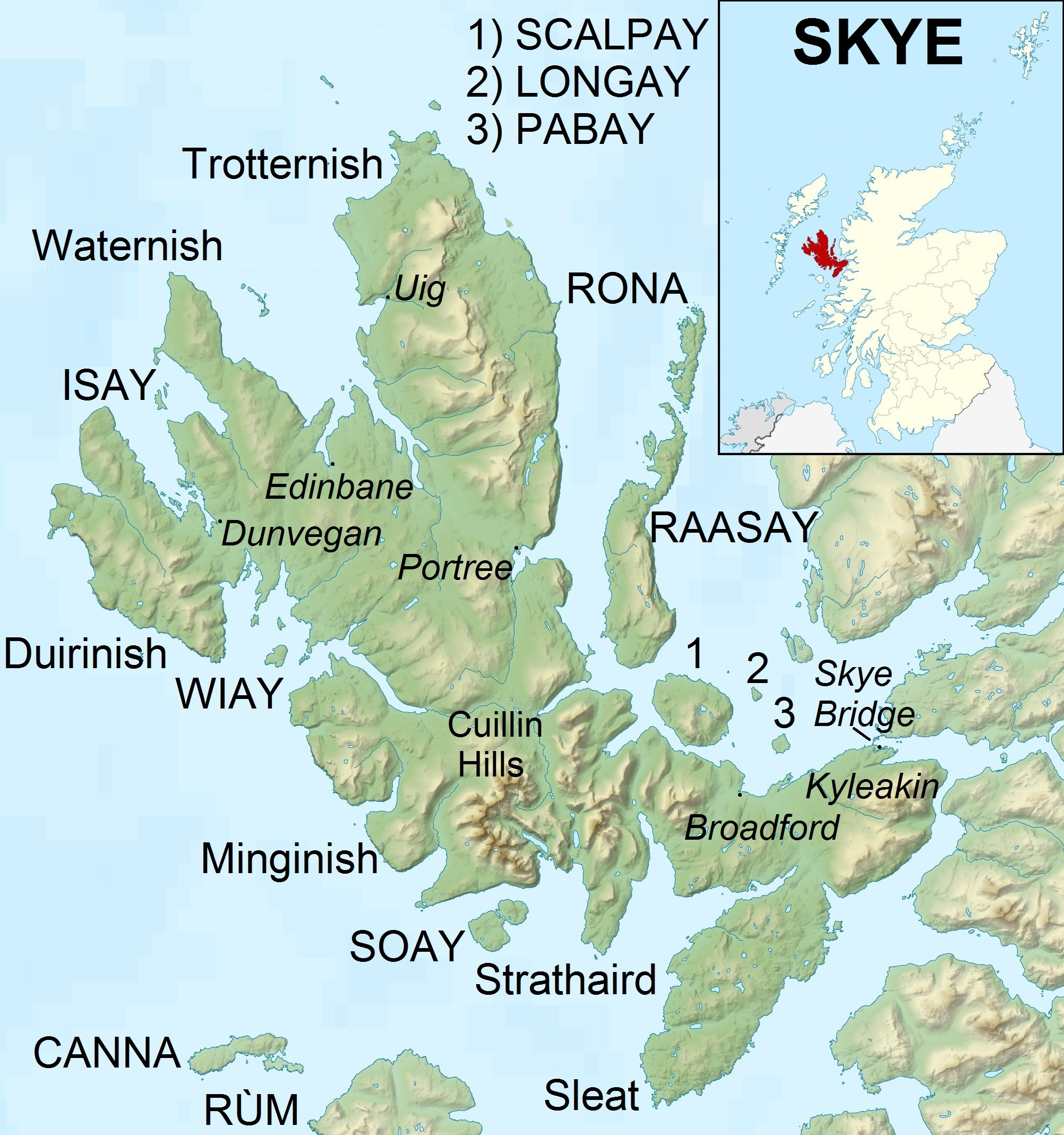
Carte de Skye montrant Trotternish, Portree et Uig

Trotternish (en gaélique écossais : Tròndairnis) est la péninsule la plus septentrionale de l'île de Skye en Écosse, s'étendant de Portree à Rubha Hunish. L'escarpement de Trotternish s'étend sur presque toute la longueur de la péninsule, soit environ 30 kilomètres (20 milles) et contient des points de repère tels que le Old Man of Storr et le Quiraing. Le sommet du Storr, surplombant le Vieil Homme, est le point culminant de la péninsule à 719 m d'altitude. La partie nord-est de la péninsule autour de Quiraing est désignée comme zone panoramique nationale et l'ensemble de l'escarpement est une zone spéciale de conservation.
Des empreintes de dinosaures ont été découvertes à An Corran, qui est également un site de chasseurs-cueilleurs mésolithiques datant du septième millénaire avant J.-C. Les ruines du château de Duntulm, datant des XIVe et XVe siècles, se trouvent à l'extrémité nord de la péninsule.
Les trois principales colonies de Trotternish sont Portree, généralement considérée comme la capitale de Skye, Uig, un terminus de ferry, et le canton de Staffin. Trotternish est la région de Skye où l'on parle le plus le gaélique.

## Géographie et histoire naturelle

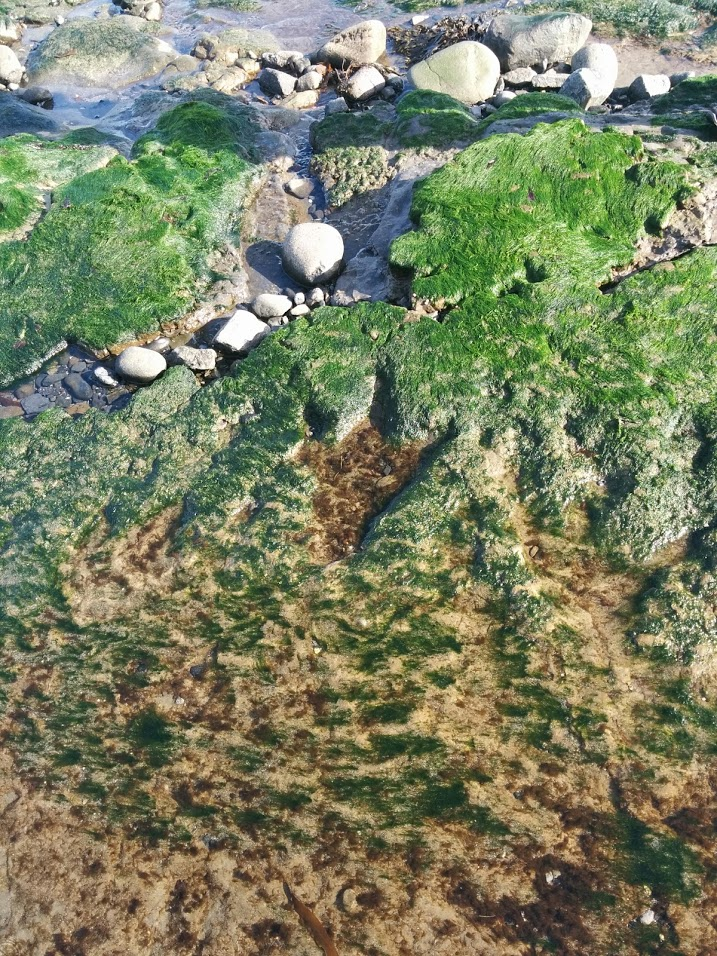
Empreinte de dinosaure sur la plage de Staffin.

Trotternish repose sur du basalte, qui fournit des sols relativement riches et une variété de caractéristiques rocheuses inhabituelles. Le Kilt Rock doit son nom aux motifs en tartan présents sur les falaises 105 mètres (344,5 pieds). Le Quiraing est une série spectaculaire de pinacles rocheux sur le côté est de la colonne vertébrale principale de la péninsule et plus au sud se trouve le pilier rocheux du Vieil Homme de Storr.
Trotternish est également connue pour ses roches du Jurassique moyen (environ 174 à 164 millions d'années), qui fournissent une variété de fossiles, y compris des dinosaures. Ceux-ci sont strictement protégés par la loi par le Skye Nature Conservation Order 2019. Les dinosaures connus de Trotternish comprennent des théropodes, des sauropodes, des thyréophores et peut-être des ornithopodes,,,. De nombreux fossiles de corps et d'empreintes de dinosaures de Skye peuvent être observés au musée Staffin à Ellishadder, Staffin. Les localités côtières les plus accessibles pour observer les empreintes de dinosaures comprennent Duntulm, Brother's Point et An Corran,,.

### Désignations de conservation
La partie nord-est de la péninsule autour de Quiraing est désignée comme la zone panoramique nationale (National Scenic Area) de Trotternish, l'une des quarante zones de ce type en Écosse, qui sont définies de manière à identifier les zones de paysages exceptionnels et à assurer leur protection contre tout développement inapproprié. La zone désignée couvre un total de 7 919 ha, dont 6 128 sont sur terre et les 1 789 autres ha étant marins (c'est-à-dire en dessous du niveau de la marée basse et couvrant les mers à l'est de la péninsule).
L'escarpement de Trotternish est protégé sur toute sa longueur en tant que zone spéciale de conservation dans le cadre du programme Natura 2000 et classé comme zone protégée de catégorie IV par l'Union internationale pour la conservation de la nature.

## Histoire

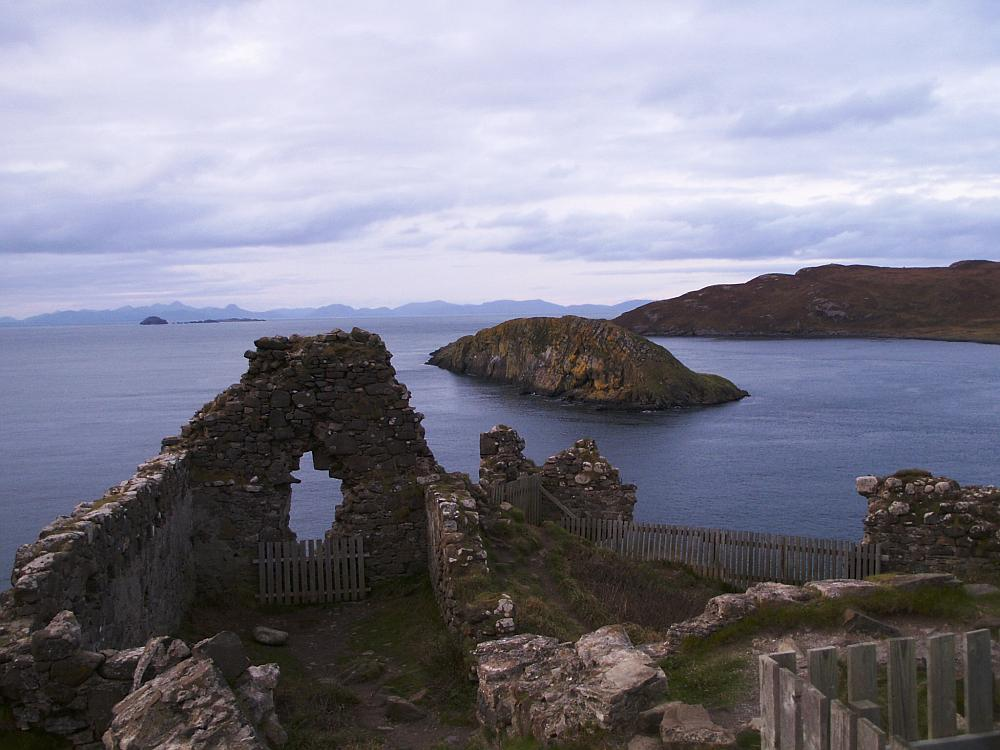
Château de Duntulm.

Un site de chasseurs-cueilleurs mésolithique datant du 7e millénaire avant J.-C. à An Corran à Staffin se trouve l'un des plus anciens sites archéologiques d'Écosse. Le site a continué à être utilisé pendant de nombreux millénaires avec des ossements humains datés au radiocarbone des périodes néolithique (datées d'environ 3500 avant J.-C.) et de l'âge du bronze (datées entre 2560 et 2150 avant J.-C.) et une épingle en alliage de cuivre de la fin de l'âge du bronze /début de l'âge du fer ayant été trouvée, ainsi que des matériaux plus modernes des XIXe et XXe siècles.
Son occupation mésolithique est probablement liée à celle de l'abri sous roche de Sand, Applecross, sur la côte continentale de Wester Ross où des outils fabriqués à partir d'un mudstone provenant d'An Corran ont été trouvés. Des études menées dans la zone située entre les deux rives du détroit intérieur et du détroit de Raasay ont révélé 33 sites contenant potentiellement des dépôts mésolithiques.
Le château en ruine de Duntulm se dresse sur un promontoire à l'extrémité nord de la péninsule, près du hameau de Duntulm. Au cours du XVIIe siècle, c'était le siège des chefs du clan MacDonald de Sleat et c'est un monument classé (Scheduled monument). On pense que le château se trouve sur le site d'un broch ou dun préhistorique connu sous le nom de Dun David ou Dun Dhaibhidh, bien qu'aucune preuve archéologique n'ait été trouvée pour ce prédécesseur. Le château est construit aux XIVe et XVe siècles, lorsque la région était sujette à des querelles entre les clans rivaux MacLeod et MacDonald, et est abandonné vers 1732, lorsque Sir Alexander MacDonald construit une nouvelle résidence, Monkstadt House, 5 milles (8 kilomètres) au sud.
Entre 1750 et 1772, Flodigarry, au nord de Staffin, était la résidence de Flora MacDonald, la Jacobite rendue célèbre par son rôle dans l'évasion du prince Charles Edward Stuart après sa défaite à Culloden. Elle s'installe plus tard à Kingsburgh, sur la côte sud-ouest de Trotternish, et c'est ici que Boswell et Johnson la rencontrèrent lors de leur tournée dans les Hébrides extérieures en 1773. Johnson, qui avait des opinions jacobites lorsqu'elle était plus jeune, a commenté qu'elle était une femme aux « traits doux, aux manières douces et à la présence élégante ».

## Gaélique
En termes de nombre de locuteurs, Trotternish est la région de Skye où l'on parle le plus le gaélique. Lors du recensement de 2001, 61 % de la population est revenue en tant que locuteurs gaéliques, il existe des unités en gaélique dans les écoles primaires de Staffin et de Kilmuir, et la région est au centre de l'une des initiatives de développement gaélique de Comunn na Gàidhlig, Lasair. En 2010, Comunn na Gàidhlig a nommé Staffin communauté gaélique de l'année.

## Colonies à Trotternish
- Achachork
- Bornesketaig
- Brogaig
- Carbost
- Culnacnoc
- Digg
- Duntulm
- Earlish
- Ellishadder
- Eyre
- Flodigarry
- Garafad
- Glasphein
- Grealin
- Hungladder
- Kensaleyre
- Kilmaluag
- Kilmuir
- Kilvaxter
- Kingsburgh
- Lealt
- Marishader
- Portree
- Skeabost
- Staffin
- Toravaig
- Tote (en)
- Uig

## Galerie

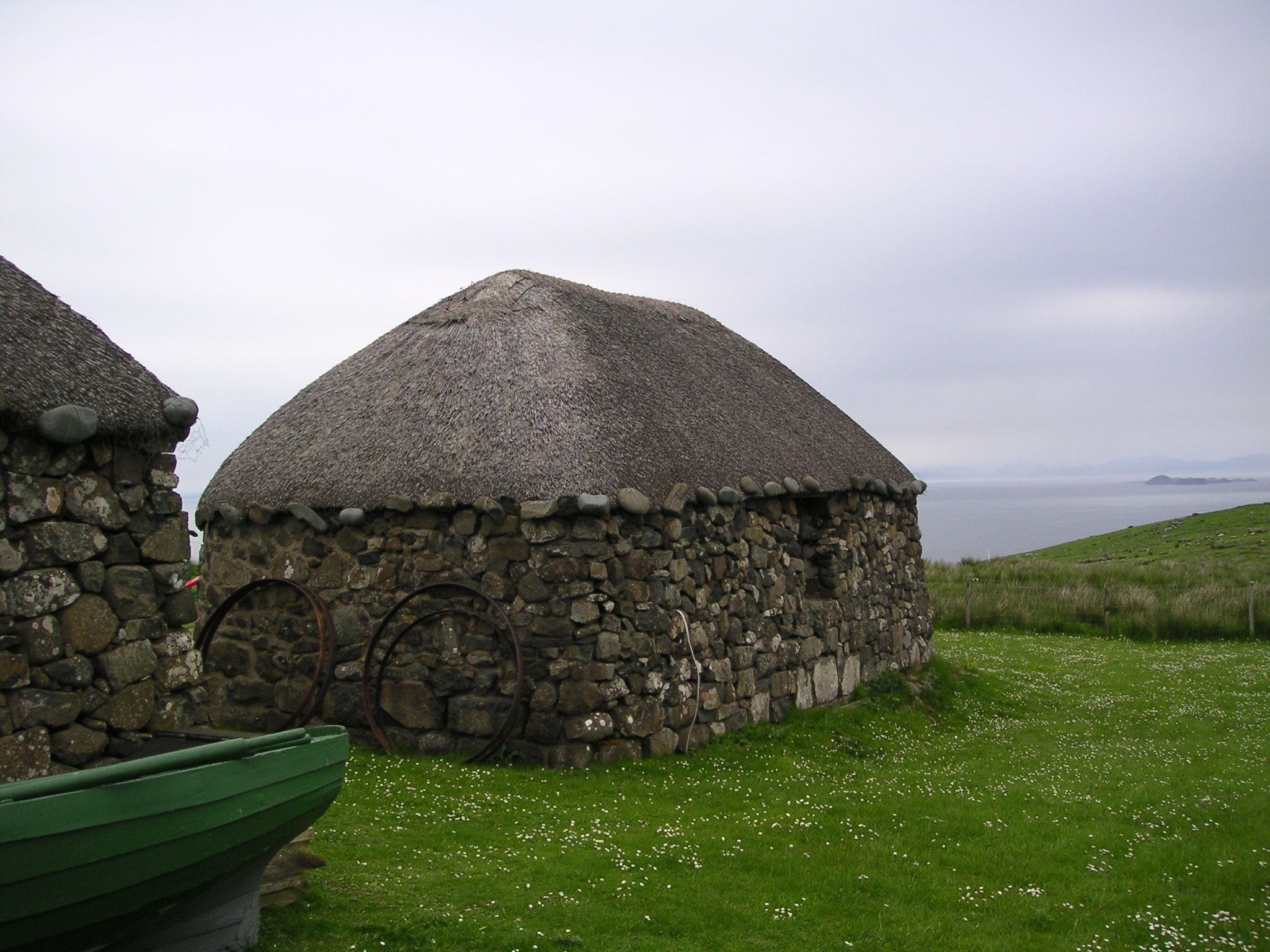
Blackhouse au Musée de la vie insulaire de Skye à Trotternish
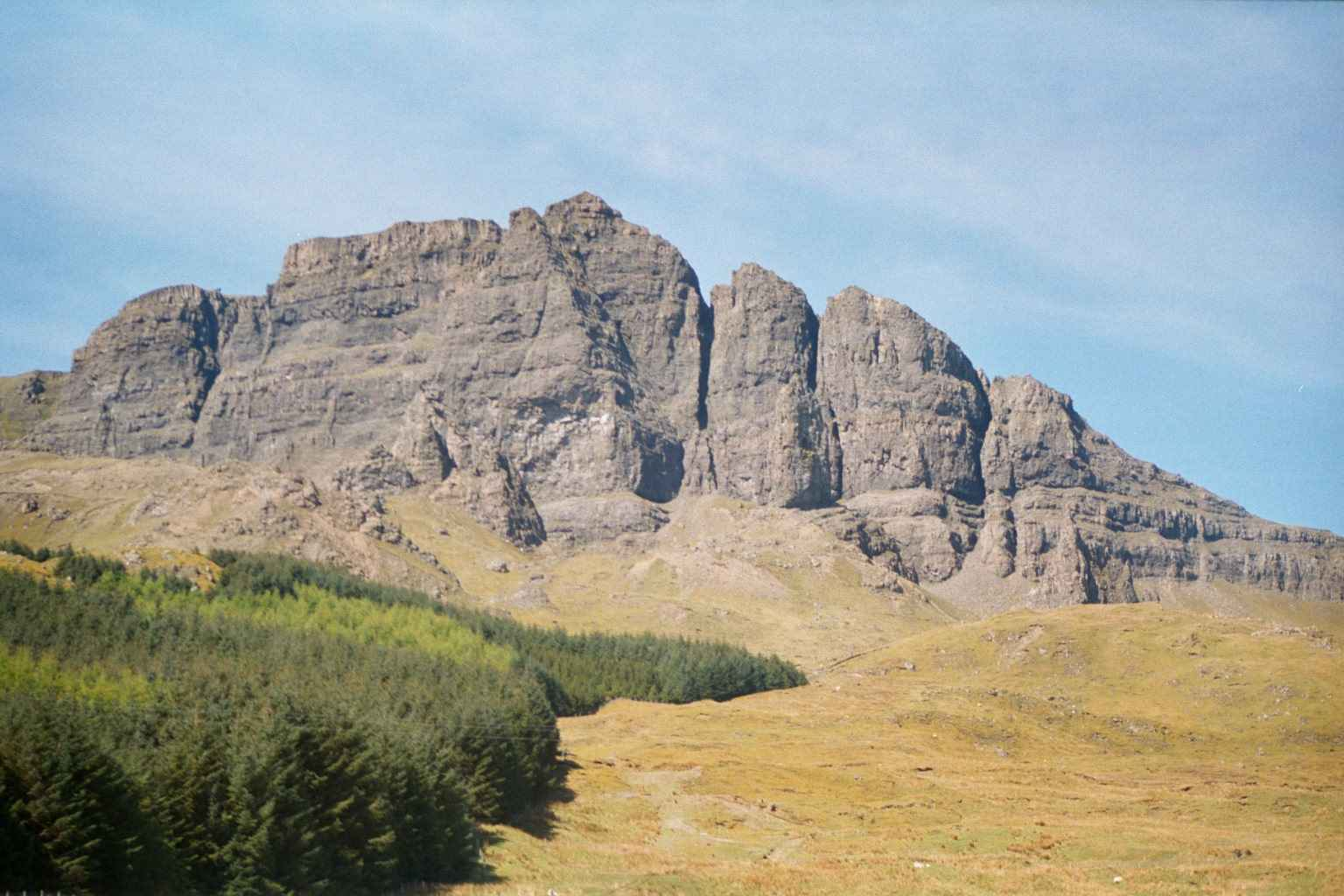
Le Storr
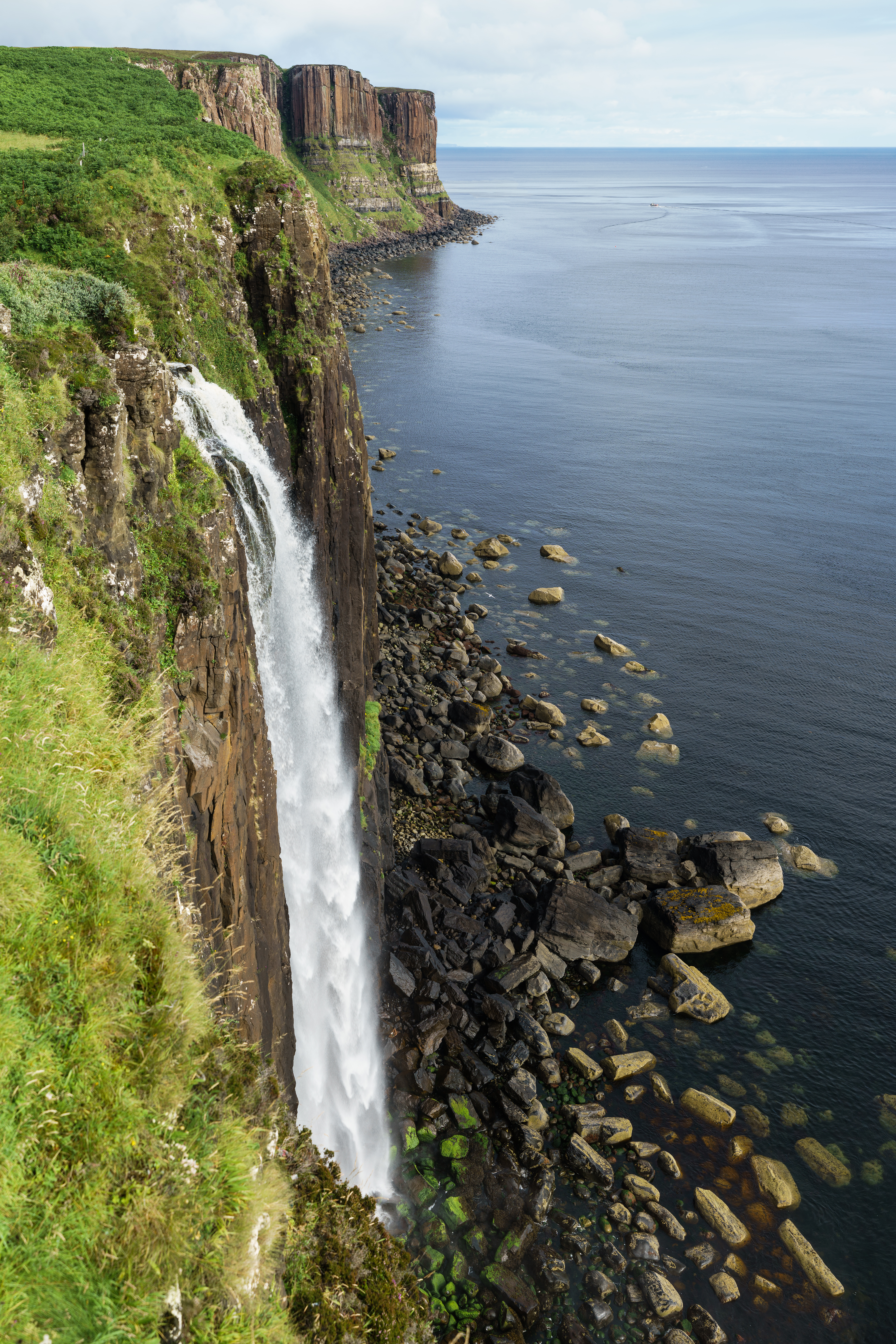
Cascade de Mealt à Ellishadder, avec Kilt Rock derrière